# Автошлях Т 2120
Автошля́х Т 2120 — територіальний автомобільний шлях в Україні, Миколаївка — Кегичівка — Слобожанське — E105 М18. Проходить територією Зачепилівського, Кегичівського та Нововодолазького районів Харківської області.
Починається в селі Миколаївка Т 2119, проходить через села Олександрівка, Травневе, Першотравневе E105 М18, Серго, Вовківка, Мажарка, Землянки, Андріївка Р79, Олександрівка, смт Кегичівка Т 2110Т 2118, село Антонівка, смт Слобожанське, села Медведівка, Муравлинка, Старовірівка, селище Палатки та закінчується на перетині з автотрасою E105 М18
Загальна довжина — 97,5 км.